# Rush 2: Extreme Racing USA
 (juin 2019).
Si vous disposez d'ouvrages ou d'articles de référence ou si vous connaissez des sites web de qualité traitant du thème abordé ici, merci de compléter l'article en donnant les références utiles à sa vérifiabilité et en les liant à la section « Notes et références ».
Rush 2: Extreme Racing USA est un jeu vidéo de course sorti en 1998 sur Nintendo 64. Le jeu a été développé par Atari et édité par Midway.
Le jeu fait partie de la série Rush.